# Approche statistique du second principe de la thermodynamique
 (juillet 2017).
Le deuxième principe de la thermodynamique exprime le fait que pour un système matériellement fermé, l'état d'équilibre thermodynamique atteint est le plus probable, c'est-à-dire celui qui a le plus de chances de se produire quand on décompte les différentes possibilités microscopiques de le réaliser, à condition que le système ne soit pas en contact avec une source de chaleur (ce qui viendrait tout perturber).
Exprimé analytiquement, cela devient : soient U, V... les variables extensives d'un système de N particules. Soit {\displaystyle \Omega (U,V,\dots ,N)}, ce nombre de réalisations possibles d'un état d'équilibre thermodynamique macroscopique, appelé pour faire bref le « Possible », ou nombre de complexions[pas clair] , ou nombre de réalisations microscopiques possibles d'un état macroscopique donné, etc.
L'état d'équilibre thermodynamique est celui qui maximise {\displaystyle \Omega }, le Possible.
Historiquement, ce principe fut très long à se dégager sous cette forme intuitive et épurée.
On appelle entropie le logarithme du Possible[pas clair]. Ainsi {\displaystyle S=\ln \Omega }. Cette valeur dépend de la base de logarithme utilisée. L'usage est de choisir la convention :
{\displaystyle S=k_{B}.\ln \Omega }
où {\displaystyle k_{B}} est la constante de Boltzmann. Cette quantité se mesure en J/K.

## Un exemple simple: la boîte de Maxwell
Soit une boîte circulaire plate, horizontale, séparée par un diamètre en 2 compartiments égaux, et contenant N palets blancs et N palets noirs, de même rayon r, glissant sans frottement sur ce fond. On ouvre le diamètre d'une grandeur supérieure à 2r, pour permettre le passage des pions. On secoue, puis on immobilise la boîte. On peut alors penser que le nombre de palets blancs dans le premier compartiment suit une loi binomiale, et de même pour le nombre de palets noirs. Le nombre de complexions donnant k palets blancs est {\displaystyle {N \choose k}{\frac {1}{2^{N}}}} et ce nombre est maximal pour k = N/2, avec un écart-type de l'ordre de {\displaystyle {\sqrt {N}}}. L'état le plus probable est donc celui pour lequel il y aura N/2 palets blancs et N/2 palets noirs dans le compartiment no 1. Cet état peut subir des fluctuations de l'ordre de {\displaystyle {\sqrt {N}}}, dont la valeur relative devant N est d'autant plus petite que N est grand. La thermodynamique les néglige donc purement et simplement.

## Un exemple numérique concret: l'argon
L'argon est un gaz monoatomique, de masse molaire M = 40 g/mol, relativement abondant dans l'air (1 %). Il est quasi parfait. Or, la théorie permet de calculer très simplement l'entropie S d'un gaz parfait. Un moyen mnémotechnique est :
S ~a. N.{\displaystyle k_{B}}.Ln[P{\displaystyle (V/N)^{\gamma }}] + N.{\displaystyle s_{0}}
car la loi de Laplace pour l'adiabatique réversible du gaz parfait est bien connue ; il reste à remplacer P par 2/3 U/V (pression cinétique), pour obtenir S = S(U,V,N), qui est une fonction caractéristique. Donc on obtient tout à partir de cette fonction (ce qui permet de retrouver la valeur numérique a).
Tout, sauf la valeur de {\displaystyle s_{0}} qui n'est évaluable que par la mécanique quantique (qui corrobore le troisième principe  de la thermodynamique). Sackur et Tetrode ont donné cette valeur, dépendant de la constante de Planck, et ils ont vérifié expérimentalement par ajustement « inverse » la valeur de cette constante de Planck, ce qui assura le succès de leur théorie. Finalement, les étudiants retiennent mieux la formule suivante :
Soit {\displaystyle \lambda _{th}=2\pi \hbar /{\sqrt {2\pi mk_{B}T}}}, la traditionnelle longueur d'onde thermique de de Broglie, alors :
{\displaystyle S=Nk_{B}(\ln[V/N\lambda _{th}^{3}]+3/2)}
L'application numérique avec V = 22,4 l et m = 40*1000/6,02 {\displaystyle 10^{23}} kg donne la valeur de l'entropie molaire standard, S° = 155 J K−1 mol−1, conforme aux tables chimiques.
Bien sûr, cela marche aussi avec l'hélium ou le néon.

## Implications en chimie
Les réactions chimiques ont des variations de S, pour raison stériques, souvent proches de 5,74 J/K : la raison est très souvent qu'il intervient 2 chemins de réaction, d'où un R.ln2 : par exemple en racémisation.
Un autre cas est celui évoqué par Wyman : soit HAAH, un diacide avec une très longue chaîne carbonée. Alors il est facile de voir que 1/2.K1 = 2. K2 (: = K), à cause de la « duplicité » de l'amphion HAA ou AAH. La fonction de répartition d'acidité s'écrit 1/(1+ {\displaystyle h}/K2 + {\displaystyle h^{2}}/K1K2 = 1/{\displaystyle (1+h/K)^{2}} , qu'un chimiste interprète immédiatement comme un monoacide HA de concentration double : la réaction HAAH → 2 HA ne change pas le pH, car le pH n'est pas une propriété colligative (heureusement, sinon cela remettrait en cause la théorie des pH).

## Implications en biochimie
La biochimie abonde de tels cas où l'on compte et on décompte l'entropie des « mots » des suites de codons. C'est bien sûr toujours la même formule qui est employée en bioinformatique.

## Histoire des sciences
Le deuxième principe fut trouvé sous une forme très particulière par Sadi Carnot. Bien que son raisonnement utilisât le concept dépassé du calorique, le raisonnement reste correct et donne le résultat correct : le rendement maximum d'une machine ditherme est le rendement de Carnot=1-T2/T1.
L'énoncé de Thomson (Lord Kelvin) (soit un cycle monotherme ; il ne peut être moteur) lui est équivalent.
L'énoncé intuitif de Clausius (1822-1888) (la chaleur ne saurait spontanément être transférée d'une source froide vers une source chaude) lui est aussi équivalent.
Puis plus tard, Clausius réussit en 10 ans de réflexion (1855-1865) sur l'irréversibilité à tirer de l'égalité pour les cycles dithermes réversibles, Q1/T1 + Q2/T2 = 0, sa célèbre fonction d'état, l'entropie :
état A → S(état A) = {\displaystyle \int _{cheminreversible}^{etatA}} dQ/T +cste.
D'où l'autre énoncé de Clausius : il existe une fonction d'état extensive, qui augmente toujours lors d'une transformation adiabatique.
C'est à Boltzmann que revient le mérite d'avoir perçu cette fonction comme le logarithme du Possible S = k ln{\displaystyle \Omega }, formule qu'on grava sur sa tombe. Les travaux de Szilárd, puis, en 1949, ceux de Shannon, enfin ceux de Krylov-Kolmogorov-Sinaï développeront la même idée, dans son prolongement informatique, puis mathématique.